# Сюлейманпаша
Околия Сюлейманпаша (на турски: Süleymanpaşa ilçesi) е околия, разположена във вилает Родосто, Турция. Общата ѝ площ е 1083 км2. Според оценки на Статистическия институт на Турция през 2022 г. населението на околията е 215 558 души. Административен център е град Родосто.